# Trentepohlia (Mongoma) hendersoni
Trentepohlia (Mongoma) hendersoni is een tweevleugelige uit de familie steltmuggen (Limoniidae). De soort komt voor in het Oriëntaals gebied.